# الهاشمي بنعمرو
يعتبر الهاشمي بن عمرو واحدا من ألمع الممثلين الإذاعيين، والذي تقمص كذلك كثيرا من الأدوار في أعمال تلفزيونية وأخرى في الحقل السينمائي.
والتحق الهامشي، من مواليد 1937، للعمل بالشركة الوطنية للإذاعة والتلفزيون في مجال الإخراج الإذاعي والتمثيل في سنوات الستينات.
انضم بن عمرو إلى فرقة مسرح الهواة سنة 1952 والتي تعلم رفقة أعضائها الدروس الأولى في التشخيص والإلقاء والتعبير الجسدي، كما شارك في عدد من المسرحيات الوطنية التي كانت تهدف إلى إذكاء الحماس في صفوف الشعب المغربي ضد المستعمر.
وشارك الهاشمي بن عمرو في العديد من التظاهرات المسرحية، إذ كان ضمن البعثة الدراسية تابعت تكوينها في جامعة مسرح الأمم بباريس سنة 1962 ما أهله للمساهمة في تأسيس المسرح الجامعي سنة 1964.
إلى جانب التمثيل والإخراج مارس الهاشمي بن عمرو مجموعة من المهام من بينها السينوغرافيا والديكور وتكوين تقنيين بالمعهد العالي للفن المسرحي والتنشيط الثقافي.
قدم الهاشمي مجموعة من الأعمال الفنية، كما شارك في إنجاز ديكورات مجموعة من الأعمال المسرحية من بينها «المعلم عزوز» و«البلغة المسحورة» و«الملك أوديب» و»القاعدة والاستثناء».
  .